# Пистрица (Мехединци)
Пистрица (рум. Pistrița) насеље је у Румунији у жупанији Мехединци у граду Баја де Арама. Место се налази на надморској висини од 386 m.

## Становништво
Према подацима из 2002. године у насељу је живело 160 становника, од којих су сви румунске националности.